# 히카르두 호제리우 지 브리투
히카르두 호제리우 지 브리투(포르투갈어: Ricardo Rogério de Brito, 1961년 11월 22일, 라브라스 ~)는 별칭 알레망(포르투갈어: Alemão)으로 더 알려진 브라질의 전직 축구 선수로, 현역 시절 수비형 미드필더로 활약했다. 그의 별칭은 포르투갈어로 독일인을 뜻한다. 끈질기고 신체 조건이 뛰어나면서도 기술적인 선수였던 알레망은 강인하고, 꾸준하며, 근성적이기도 하고, 다재다능한 미드필더로, 버티거나 수비형 미드필더, 혹은 후방 플레잉메이커로도 활약했는데, 전술적 지능, 에너지, 태클, 그리고 경기를 읽는 능력에 더불어 공을 뺏어 공격을 전개하는 능력에도 빛을 발휘했다.

## 별칭
그의 별칭 "알레망"은 포르투갈어로 독일인을 뜻하는데, 금발에 수려한 외모, 그리고 대부분의 독일계 브라질인과 유사한 외모로 인해 알레망이라는 수식어가 붙었다.

## 클럽 경력
알레망은 미나스 제라이스 주 라브라스 출신으로, 1980년에 미나스 제라이스 연고의 파브리우에서 축구를 시작했다. 1981년, 그는 히우 지 자네이루의 보타포구로 이적하여 1987년까지 활약했고, 이 기간 동안 1985년에 플라카르 지 주관의 볼라 지 프라타를 받기도 했다. 1987년부터 1988년까지 그는 스페인의 아틀레티코 마드리드에서 활약했고, 35번의 경기에 출전해 6골을 기록했고, 1988년에 EFE로부터 올해의 남아메리카 선수로 선정되었으며, 돈 발론 올해의 외국인 선수로도 선정되었다. 1988년부터 1992년까지, 그는 이탈리아의 나폴리에서 활약했는데, 93번의 경기에 출전해 9골을 기록했고, 디에고 마라도나와 카레카의 공격진이 포진한 선수단의 수비를 주관했다. 나폴리 소속으로, 그는 1990년에 세리에 A와 수페르코파 이탈리아나를 우승했다. 1992년, 그는 또다른 이탈리아 구단인 아탈란타로 이적하여 40경기에서 2골을 넣었고, 1994년에 이탈리아 무대를 떠났다. 1994년, 그는 브라질 무대로 복귀해 상 파울루에서 77경기 출전해 2골을 기록했고, 1994년에 코파 CONMEBOL과 레코파 수다메리카나의 두 국제 대회 우승을 경험했다. 그는 1996년까지 상 파울루에서 활약하다가 보우타 헤돈다에서 현역 경력에 마침표를 찍었다.

## 국가대표팀 경력
알레망은 1983년 6월부터 1990년 6월까지 브라질 국가대표팀 경기에 39번 출전하여 6골을 득점했는데, 1986년 FIFA 월드컵과 1990년 FIFA 월드컵에 자국을 대표로 참가했었다. 그는 브라질의 1989년 코파 아메리카 우승 주역들 중 하나이기도 했다. 그는 1990년 6월 24일에 브라질 국가대표팀 마지막 경기를 치렀는데, 브라질은 1990년 FIFA 월드컵 16강전에서 아르헨티나에 패해 탈락했다.

## 감독 경력
알레망은 2007년에 투피남바스 지휘봉을 잡고 감독일을 시작했고, 2008년에는 당시 미나스 제라이스 주 2부 리그에 속한 아메리카 미네이루의 감독을 했고, 후자의 구단은 1부 리그 승격을 이룩했다.

## 수상

### 클럽
나폴리
- UEFA Cup: 1988–89
- 세리에 A: 1989–90
- 수페르코파 이탈리아나: 1990

상 파울루
- 레코파 수다메리카나: 1994
- 코파 CONMEBOL: 1994

### 국가대표팀
브라질
- 코파 아메리카: 1989

### 개인
- 플라카르 볼라 지 프라타: 1985
- EFE 올해의 남아메리카 선수: 1988[9]
- 돈 발론 올해의 외국인 선수: 1988[9]